# Alois Bulai
Alois Bulai (născut la 2 aprilie 1955, Sagna, județul Neamț) este un preot și profesor romano-catolic român. Împreună cu părintele profesor Eduard Patrașcu a realizat o traducere modernă, integrală a Sfintei Scripturi în limba română: Biblia de la Iași.

## Educație
A absolvit Institutul Teologic din Iași în anul 1983. A fost sfințit preot la 29 iunie 1983 la Iași. A activat ca vicar la Bacău (1 august 1983 – 1 septembrie 1986), după care a studiat la Institutul Biblic Pontifical din Roma (1 septembrie 1986 – 1 iunie 1990), obținând titlul de master în Științe biblice. A fost numit profesor de Științe Biblice la Institutul Teologic din Iași la 1 martie 1990. În perioada 1994 – 2001 a fost rector al aceluiași Institut.

## Activitate pastorală și educațională
În prezent, este profesor la Institutul Teologic Romano-Catolic din Iași. Din 1995, împreună cu † pr. Anton Budău, a început lucrarea de traducere a Bibliei în limba română, mai întâi Noul Testament, Psalmii, iar între 2008-2013 a lucrat împreună cu pr. Eduard Patrașcu la traducerea întregii Biblii. Biblia tradusă de Alois Bulai și Eduard Patrașcu, de la apariție a fost publicată în mai multe ediții  și formate. De asemenea, de-a lungul timpului Alois Bulai a lucrat la traducerea cărților liturgice și a lecționarelor în limba română.